# Xã Higdem, Quận Polk, Minnesota
Xã Higdem (tiếng Anh: Higdem Township) là một xã thuộc quận Polk, tiểu bang Minnesota, Hoa Kỳ. Năm 2010, dân số của xã này là 84 người.